# Владимир (Иким)
Митрополи́т Влади́мир (в миру Василий Захарович Иким; 1 февраля 1940, село Вэрзэрештий Ной, Бессарабия) — архиерей Русской православной церкви на покое, бывший митрополит Омский и Таврический (2011—2023).

## Биография

### Ранние годы
Родился 1 февраля 1940 года в селе Ново-Варзарешты в крестьянской семье. Дед по матери имел до 1939 года 15 000 гектаров земли и подвергся раскулачиванию. Отец служил в румынской армии и погиб в 1945 году. С раннего детства совершал паломничества по монастырям Молдавии, часто оставаясь в них на послушание.
В 1958 году окончил школу в родном селе и поступил в Одесскую духовную семинарию.
В 1959 году призван в армию с четырьмя другими семинаристами. Проходил службу в военно-строительной части в г. Алексине Тульской области. В подразделении, куда определили семинаристов, были собраны верующие военнослужащие (в основном баптисты). В армии Василий приобрёл специальности водителя, экскаваторщика, фельдшера.
По окончании службы в армии в 1961 году продолжил обучение в Одесской духовной семинарии. Нёс послушание иподиакона у митрополита Одесского и Херсонского Бориса (Вика).
В 1963 году окончил Одесскую духовную семинарию и поступил в Московскую духовную академию.

### Монашество и священническое служение
В мае 1965 года поступил в число братии Троицке-Сергиевой лавры, где 27 июля того же года её наместником архимандритом Платоном (Лобанковым) был пострижен в монашество с наречением имени Владимир в честь равноапостольного князя Владимира.
1 августа 1965 года в Богоявленском кафедральном соборе в Москве митрополитом Крутицким и Коломенским Пименом (Извековым) рукоположён в сан иеродиакона.
4 февраля 1966 года ректором МДА епископом Дмитровским Филаретом (Денисенко) рукоположён в сан иеромонаха.
В 1967 году окончил Московскую духовную академию со степенью кандидата богословия, защитив диссертацию «Исихастские споры в XIV веке в Византии». После окончания академии ему год отказывали в прописке в Загорске. В 1968 году поступил в аспирантуру при МДА.
В 1969 году назначен в Отдел внешних церковных сношений Московского Патриархата референтом по протокольным вопросам.
В 1970 году включён в международную комиссию ОВЦС по изучению римо-католицизма; в частности занимался вопросами, относящимися к деятельности секретариата Римской курии по связям с неверующими и положению римо-католицизма в Латинской Америке.
В 1971 году, по окончании аспирантуры при МДА возведён в сан игумена.
В 1972 году назначен членом ОВЦС по зарубежным учреждениям Московского Патриархата.
В 1975 году в составе делегации Русской православной церкви присутствовал на освящении нового здания представительства Московского Патриарха при Патриархе Антиохийском в Дамаске.
19 апреля 1978 года направлен в ведение Предстоятеля Чехословацкой Православной Церкви Митрополита Пражского и всей Чехословакии Дорофея и назначен настоятелем Петропавловской церкви в Карловых Варах.
1 апреля 1979 года возведён в сан архимандрита и назначен настоятелем созданного на основе Петропавловской церкви в Карловых Варах подворья Русской Православной Церкви.

### Викарий Патриарха Пимена
26 июня 1985 года решением Священного Синода по просьбе Митрополита Пражского и всея Чехословакии Дорофея, просившего «повысить уровень настоятельства в подворье РПЦ в Карловых Варах», определён быть епископом Подольским, викарием Московской епархии.
30 июня 1985 года хиротонисан в сан епископа Подольского, викария Московской епархии. Хиротонию совершили патриарх Московский и всея Руси Пимен, митрополит Таллинский и Эстонский Алексий (Ридигер), митрополит Минский и Белорусский Филарет (Вахромеев), митрополит Крутицкий и Коломенский Ювеналий (Поярков), архиепископ Волоколамский Питирим (Нечаев), архиепископ Воронежский и Липецкий Мефодий (Немцов), епископ Солнечногорский Сергий (Фомин).
В апреле 1988 года временно отозван в Москву и назначен начальником штаба по празднованию 1000-летия Крещения Руси.
27 мая 1988 года определением Священного Синода освобождён от обязанностей настоятеля подворья Русской Церкви в Карловых Варах и назначен заместителем председателя ОВЦС.
4 июля 1988 года за успешную организацию празднования 1000-летия крещения Руси награжден именной панагией.
В 1989 году осуществлял организацию празднования 400-летия Патриаршества на Руси.
3 мая 1990 года, в день смерти Патриарха Пимена, назначен членом Комиссии по организации и проведению его погребения. Возглавлял штаб по проведению Поместного Собора 1990 года.

### Митрополит Ташкентский и Среднеазиатский
20 июля 1990 года на первом заседании Священного Синода под председательством нового Патриарха Алексия II назначен епископом Ташкентским и Среднеазиатским.
В августе 1990 года возглавлял делегацию Русской Православной Церкви на Святую Гору Афон.
Епископу Владимиру была вверена одна из самых обширных епархий Московского Патриархата, в которую входили Узбекистан, Киргизия, Туркменистан и Таджикистан. Столкнулся с проблемой нехватки духовенства: на 56 приходах епархии не хватало 35 священнослужителей. Поэтому среди первых шагов епископа Владимира было открытие Ташкентского духовного училища.
25 февраля 1991 года возведён в сан архиепископа.
9 апреля 1998 года Ташкентское духовное училище реорганизовано в семинарию и архиепископ Владимир назначен её ректором. Так исполнилась давняя мечта туркестанских архипастырей о создании в крае собственной духовной семинарии.
25 февраля 2002 года возведён в сан митрополита. Член оргкомитета мирового общественного форума «Диалог цивилизаций».
Попечением митрополита Владимира воздвигнут Духовно-административный центр в Ташкенте и подобный ему в Бишкеке, построено множество новых храмов, открыты монастыри. Учреждены печатные органы епархии — газета «Слово Жизни» (1991) и журнал «Восток Свыше» (2001). К 2003 году число приходов в епархии возросло до 105, клир епархии составили 133 священнослужителя.
В 2011 году в Москве была издана книга «По стопам апостола Фомы», серьезное историко-теологическое исследование, в котором митрополит Владимир широко и документально представил героические и трагические этапы истории христианства в Центральной и Средней Азии с IV в. до второй половины XX в.

### Митрополит Омский и Таврический
27 июля 2011 года назначен митрополитом Омским и Тарским.
5 октября 2011 года решением Священного синода от освобождён от должности ректора Ташкентской духовной семинарии.
6 июня 2012 года назначен главой Омской митрополии; титул изменён на Омский и Таврический.
5 мая 2015 года Священный синод, рассмотрев его прошение о почислении его на покой, подаваемое архиереями Московского патриархата в связи с достижением 75-летия, постановил благословить продолжить управление Омской и Таврической епархией.
16 апреля 2016 года был назначен ректором Омской духовной семинарии, преобразованной из духовного училища.
13 апреля 2021 года Священный синод поручил митрополиту Владимиру временное управление Тарской епархией. Исполнял эту должность до 24 сентября 2021 года — до назначения Петра (Дмитриева) епископом Тарским и Тюкалинским.
11 октября 2023 года решением Священного Синода РПЦ почислен на покой с выражением «сердечной благодарности» за понесенные в течение 38 лет архипастырские труды.

## Публикации
статьи
- Присуждение митрополиту Ленинградскому и Новгородскому Антонию степени доктора богословия гонорис кауза // Журнал Московской Патриархии. 1982. — № 5. — С. 48-49.
- К 70-летию Генерального епископа д-ра Яна Михалко // Журнал Московской Патриархии. 1983. — № 3. — С. 61-62.
- Присуждение митрополиту Таллинскому и Эстонскому Алексию степени доктора богословия гонорис кауза // Журнал Московской Патриархии. 1983. — № 4. — С. 45-46.
- Митрополит Киевский и Галицкий Филарет, Патриарший Экзарх Украины, — доктор богословия honoris causa Богословского факультета имени Яна Гуса в Праге // Журнал Московской Патриархии. 1984. — № 10. — С. 52-53.
- Присвоение архиепископу Волоколамскому Питириму степени доктора богословия honoris causa // Журнал Московской Патриархии. 1984. — № 3. — С. 53-54.
- Празднование 40-летия Словацкого национального восстания // Журнал Московской Патриархии. 1984. — № 12. — С. 53-54.
- Братский визит Предстоятеля Чехословацкой Православной Церкви // Журнал Московской Патриархии. 1985. — № 3. — С. 56-57.
- Празднование в Чехословакии 1100-летия со дня кончины равноапостольного Мефодия // Журнал Московской Патриархии. 1985. — № 7. — С. 50-51
- А. С. Буевский — доктор богословия honoris causa Прешовского Православного Богословского факультета // Журнал Московской Патриархии. 1985. — № 5. — С. 56-57.
- Пребывание Святейшего Патриарха Пимена в Чехословакии // Журнал Московской Патриархии. 1985. — № 10. — С. 12
- Празднование 40-летия Великой Победы над германским фашизмом в Чехословакии // Журнал Московской Патриархии. 1985. — № 12. — С. 46-47.
- На мефодиевских торжествах в Православной Церкви Чехословакии // Журнал Московской Патриархии. 1985. — № 12. — С. 49.
- Пребывание Святейшего Патриарха Пимена в Чехословакии // Журнал Московской Патриархии. 1986. — № 1. — С. 7-9.
- Празднование 50-летия со дня рождения епископа Оломоуцкого и Брненского Никанора // Журнал Московской Патриархии. 1986. — № 1. — С. 48.
- Митрополит Минский и Белорусский Филарет — доктор богословия honoris causa // Журнал Московской Патриархии. 1986. — № 1. — С. 52-54.
- Поместный Собор Чехословацкой Православной Церкви // Журнал Московской Патриархии. 1986. — № 3. — С. 50-51.
- Архиепископ Волоколамский Питирим — доктор богословия honoris causa Богословского факультета имени Яна Амоса Коменского в Праге // Журнал Московской Патриархии. 1986. — № 3. — С. 61-62.
- Митрополит Минский и Белорусский Филарет — доктор богословия honoris causa Богословского факультета имени Яна Амоса Коменского в Праге // Журнал Московской Патриархии. 1987. — № 5. — С. 61-63.
- Митрополит Швейцарский Дамаскин — почетный доктор богословия Православного Богословского факультета в Прешове // Журнал Московской Патриархии. 1987. — № 10. — С. 54-55.
- Митрополит Одесский и Херсонский Сергий — доктор богословия honoris causa Прешовского Православного богословского факультета // Журнал Московской Патриархии. 1988. — № 7. — С. 59-61.
- Петропавловскому храму в Карловых Варах — 90 лет // Журнал Московской Патриархии. 1988. — № 5. — С. 18.
- Слово о радости и труде покаяния // Журнал Московской Патриархии. 1994. — № 4. — С. 2-14.
- Слово в день Вознесения Господня // Журнал Московской Патриархии. 1994. — № 6. — С. 3-4.
- Слово в день Святой Троицы // Журнал Московской Патриархии. 1994. — № 6. — С. 4-7.
- Слово в день Святителя и Чудотворца Николая // Журнал Московской Патриархии. 1994. — № 11-12. — С. 25-28.
- Слово в день памяти святого равноапостольного великого князя Владимира // Журнал Московской Патриархии. 1994. — № 7-8. — С. 20-28.
- Слово в день памяти святой равноапостольной великой княгини Ольги // Журнал Московской Патриархии. 1994. — № 7-8. — С. 14-20.
- Среднеазиатская епархия — от Пасхи до Рождества // Журнал Московской Патриархии. 1995. — № 1-4. — С. 33. (под псевдонимом В. Волин)
- Слово на Рождество Христово // Журнал Московской Патриархии. 1995. — № 1-4. — С. 49-51.
- Поездка Святейшего Патриарха Алексия в Среднюю Азию // Журнал Московской Патриархии. 1997. — № 1. — С. 16-36. (под псевдонимом В. Волевой)
- 125-летие православной епархии в Средней Азии (хроника юбилейных торжеств) // Журнал Московской Патриархии. 1997. спец.номер. — С. 3-49. (под псевдонимом В. Волевой)
- Речь на торжественном акте празднования 125-летия Ташкентской и Среднеазиатской (Туркестанской) Епархии Русской Православной Церкви // Журнал Московской Патриархии. 1997. спец. номер. — С. 50-63.
- Слово на евангельское чтение [Мф. 28, 18, 20] // Журнал Московской Патриархии. 1998. — № 2. — С. 72-74.
- Слово о святых женах-мироносицах // Журнал Московской Патриархии. 1998. — № 3. — С. 47-51.
- Слово на освящение Ташкентского музея Сергея Есенина // Журнал Московской Патриархии. 1999. — № 10. — С. 51-55.
- О вере и неверии (слово на 3-е евангельское чтение на воскресной утрени) // Журнал Московской Патриархии. 1999. — № 11. — С. 58-64.
- Наркомания — душеубийство // Журнал Московской Патриархии. 1999. — № 9. — С. 71-75.
- О поиске Спасителя (слово на 4-е евангельское чтение на воскресной утрени) // Журнал Московской Патриархии. 1999. — № 12. — С. 70-75.
- О православном супружестве (слово в день памяти преподобных Кирилла и Марии, родителей Преподобного Сергия Радонежского) // Журнал Московской Патриархии. 2001. — № 12. — С. 30-51.
- Единение веры и знания. Вступительное слово на научно-практической конференции, посвященной 130-летию епархии Русской Православной Церкви в Средней Азии // Журнал Московской Патриархии. 2002. — № 3. — С. 41-48.
- Слово на освящение храма Преподобного Сергия Радонежского в городе Навои // Журнал Московской Патриархии. 2002. — № 8. — С. 54-57.
- Слово к выпускникам Ташкентской Духовной семинарии // Журнал Московской Патриархии. 2003. — № 8. — С. 58-60.
- Жизнеописание схиархиепископа Антония (Абашидзе) // Журнал Московской Патриархии. 2003. — № 11. — С. 80-96.
- Слово в день Святого Духа // Журнал Московской Патриархии. 2003. — № 6. — С. 36-43.
- Слово в день памяти Апостола и евангелиста Иоанна Богослова // Журнал Московской Патриархии. 2004. — № 5. — С. 52-59.
- Выступление на Всероссийской конференции «Национальная сфера ответственности: власть, Церковь, бизнес, общество — против наркомании» // Журнал Московской Патриархии. 2006. — № 1. — С. 82-86.

отдельные издания
- Подворье Русской Православной церкви в Карловых Варах. — Прага, 1987.
- Слова на двунадесятые и великие праздники. — М. : Изд-во Московской Патриархии, 1997. — 570 с.
  - Слова на двунадесятые и великие праздники. — Москва : Сибирская Благозвонница, 2017. — 911 с. — ISBN 978-5-906911-03-2 — 7000 экз.
- Врата покаяния. — М. : Сретенский монастырь, 1998. — 463 с.
- Слова в дни памяти особо чтимых святых. — Кн. 1. — 1998. — 704 с.
- Слова в дни памяти особо чтимых святых. — Кн. 2. — 1999. — 736 с
- Слова в дни памяти особо чтимых святых. — Кн. 3. — 2000. — 752 с.
- Слова в дни памяти особо чтимых святых. — Кн. 4. — 2001. — 528 с.
- Побеждено добром будет: Православная Церковь о наркотиках. — Ташкент : [б. и.], 2000. — 50 с.
- Большой полет крылатого коня: Духовное наследие Туркменистана и его христианские традиции. — М. : Коллекция «Совершенно секретно», 2000. — 221 с. — ISBN 5-89048-082-0
- «…А друзей искать на Востоке»: Православие и Ислам: противостояние или содружество?. — Ташкент : [б. и.], 2000. — 57 с.
  - «… А друзей искать на Востоке»: православие и ислам: противостояние или содружество?. — Москва : Вагриус, 2001. — 61 с. — ISBN 5-264-00759-4
- Собиратель русской церкви / [Алексий II и др. ; под общ. ред. Архиепископа Ташкентского и Среднеазиатского Владимира]. — Москва : Ташкентская и Среднеазиатская епархия Русской Православной Церкви, 2001. — 438 с. — ISBN 5-901904-01-X
- Слово о преподобном Сергии. — Москва : Русская православная церковь : Изд-во Московской Патриархии, 2001. — 127 с.
- Слово растворенное любовью : Святейший Патриарх Московский и всея Руси Алексий II о соврем. России и ее Церкви. — М. : Изд-во Моск. Патриархии, 2001. — 359 с. — ISBN 5-88017-066-7
- Земля потомков патриарха Тюрка: Духовное наследие Киргизии и христианские аспекты этого наследия. — М. : Изд-во Моск. Патриархии, 2002. — 348 с. — ISBN 5-88017-070-5
- Проповеди на воскресные евангельские чтения. — М. : Издательский совет Русской православной церкви, 2002. — 302 с. — ISBN 5-94625-036-1
- Православное супружество. — Москва : Ирид, 2002. — 71 с. — ISBN 5-900952-03-7
  - Православное супружество. — М. : Сибирская Благозвонница, 2008. — 157 с. — ISBN 978-5-91362-0 85-9
  - Православное супружество. — 3-е изд., доп. — М. : Сибирская Благозвонница, 2015. — 364 с. — ISBN 978-5-91362-963-0
- Как православно жить в современном мире : послание Вифлеемского Собора с комментарием митрополита Ташкентского и Среднеазиатского Владимира. — Москва : Сибирская благозвонница, 2008. — 156 с.
- По стопам апостола Фомы: христианство в Центральной Азии. — Москва : М-Сканрус, 2011. — 749 с. — ISBN 978-5-91966-006-4
- Слова в дни памяти особо чтимых святых. — Кн. 5. — 2005. — 575 с. — ISBN 5-903031-01-3
- Путь преодоления кризиса. — М.: Сибирская Благозвонница, 2009. — 77 с. — ISBN 978-5-91362-236-5
- Как православно жить в современном мире. — 2-е изд., испр. и доп. — М. : Сибирская Благозвонница, 2009. — 186 с. — ISBN 978-5-91362-1 49-8
- Сияние Пасхи: слова на ежедневные Евангельские и Апостольские чтения, произнесённые в разные годы в период пения Триоди цветной. — М. : Сибирская Благозвонница, 2010. — 893 с. — ISBN 978-5-91362-3 37-9
- Вечное сокровище. Свет преображения. — М.: Сибирская Благозвонница, 2014. — 974 с. — ISBN 978-5-91362-841-1
- Преподобный Силуан Афонский. — М. : Сибирская благозвонница, 2014. — 142 с. — ISBN 978-5-91362-888-6
- Двунадесятые праздники и Святая Пасха. — Москва : Сибирская Благозвонница, 2015. — 218 с.
- Вечное сокровище. Под сенью Крестовоздвижения. — Москва : Сибирская Благозвонница, 2015. — 991 с. — ISBN 978-5-91362-972-2
- Вечное сокровище: Заря Богоявления. — Москва : Сибирская Благозвонница, 2016. — 895 с. — ISBN 978-5-906793-75-1 — 7000 экз.
- Слова в дни памяти особо чтимых святых. — Кн. 6 : Октябрь. — 2020. — 734 с. — ISBN 978-5-00127-152-9
- Слова в дни памяти особо чтимых святых. — Кн. 7 : ноябрь, декабрь. — 2020. — 829 с. — ISBN 978-5-00127-178-9

## Награды
- Церковные:
  - Крест с украшениями (1974)
  - Орден святого равноапостольного великого князя Владимира I степени (1988, 1990)
  - Орден святого князя Владимира II степени (1984)
  - Орден святого князя Владимира III степени
  - Орден преподобного Сергия Радонежского I степени (1 февраля 2020) — во внимание к усердным архипастырским трудам и в связи с 80-летием со дня рождения[11]
  - Орден преподобного Сергия Радонежского II степени (2005)
  - Орден преподобного Серафима Саровского I степени (2010)
  - Орден святого благоверного князя Даниила Московского II степени
  - Орден святого князя Даниила Московского III степени
  - Орден святого князя Даниила Московского III степени
  - Орден святителя Иннокентия, митрополита Московского и Коломенского II степени
  - Именная панагия (1988 год)
  - Орден святых равноаппостольных Кирилла и Мефодия I, II (дважды) и III степеней
  - Орден святых апостолов Петра и Павла
  - Орден святой равноапостольной Нины III степени
  - Медаль Элладской ПЦ
  - Медаль Иерусалимской ПЦ
- Государственные:
  - Орден Дружбы народов (3 июня 1988, СССР) — за активную миротворческую деятельность и в связи с 1000-летием крещения Руси[12]
  - Орден Дружбы (29 сентября 1988, ЧССР)[13]
  - Орден «Дустлик» (31 января 2000, Узбекистан) — за большой вклад в духовное обновление общества, укрепление дружбы и межнационального согласия в стране[14]
  - Памятный знак «Узбекистон Республикаси мустакиллигига 20 йил» (26 августа 2011, Узбекистан) — за активную и плодотворную деятельность по развитию двустороннего и многостороннего торгово-экономического, инвестиционного, культурного, научно-образовательного сотрудничества с Узбекистаном и в связи с двадцатой годовщиной независимости Республики Узбекистан[15][16]
  - Орден «Данакер» (7 сентября 2011, Кыргызстан) — за большой вклад в укрепление дружбы и сотрудничества между народами, в развитие духовного потенциала республики[17][18]
  - Медаль «Данк» (24 февраля 2000, Кыргызстан) — за вклад в духовное обновление общества, укрепление дружбы и межнационального согласия в Кыргызстане[19]
- Региональные:
  - Почётный гражданин Омской области (20 ноября 2023) — за плодотворную общественную деятельность, большой вклад в духовно-нравственное просвещение населения и обретенные авторитет у жителей Омской области[20]
  - Юбилейная медаль «Омск. 300-летие» (2016)[21]
  - Медаль «За высокие достижения» (Омская область, 29 апреля 2015) — за высокую социальную оценку и значимость результатов общественной деятельности
- Ведомственные:
  - Медаль «За содружество во имя спасения» (2016)[22]
- Общественные:
  - Международная премия Фонда святого апостола Андрея Первозванного с возложением ордена святого апостола Андрея Первозванного.